# The Fragile
| 전문가 평가                | 전문가 평가 |
| 평가 점수                  | 평가 점수   |
| 출처                       | 점수        |
| -------------------------- | ----------- |
| AllMusic                   | [ 1 ]       |
| Christgau's Consumer Guide | B           |
| Entertainment Weekly       | A−          |
| The Guardian               | [ 4 ]       |
| Los Angeles Times          | [ 5 ]       |
| NME                        | 5/10        |
| Pitchfork                  | 2.0/10      |
| Rolling Stone              | [ 8 ]       |
| Spin                       | 9/10        |
| USA Today                  | [ 10 ]      |

《The Fragile》은 1999년 9월 21일, 낫씽 레코드와 인터스코프 레코드가 더블 음반으로 발매한 미국의 인더스트리얼 록 밴드 나인 인치 네일스의 세 번째 스튜디오 음반이다. 나인 인치 네일스의 프론트맨 트렌트 레즈너와 오랫동안 레즈너의 협력자였던 영국의 프로듀서 앨런 몰더가 제작했다. 1997년부터 1999년까지 뉴올리언스에서 녹음되었다.
그들의 이전 음반인 《The Downward Spiral》 (1994년)의 왜곡된 제작에서 벗어나려는 이 음반은 밴드의 대표적인 인더스트리얼 록 사운드와 함께 앰비언트 및 전자 음악의 요소를 특징으로 한다. 이 음반은 우울증과 약물 남용을 포함하여 《The Downward Spiral》의 서정적인 주제들 중 일부를 계속해서 다루고 있다. 이 음반은 특히 그들의 이전 작품보다 더 많은 기악 섹션을 포함하고 있으며, 일부 전체 트랙은 기악곡이다. 《The Fragile》는 또한 이 밴드의 가장 긴 스튜디오 음반 중 하나로, 거의 1시간 45분을 기록하고 있다. 이 음반은 세 개의 싱글 〈The Day the World Went Away〉, 〈We're in This Together〉, 〈Into the Void〉로 홍보되었고, 홍보 싱글 〈Starfuckers, Inc.〉와 두 다리에 걸친 동반 투어인 Fragility Tour로 홍보되었다. 그리고 리믹스 음반인 《Things Falling Apart》 (2000년), 라이브 음반인 《And All That Could Have Been》 (2002년), 음반의 대체 버전인 《The Fragile: Deviations 1》 (2016년)을 포함한 여러 음반이 함께 발매되었다.
발매와 동시에 비평가들은 이 음반의 야망과 작곡에 박수를 보냈지만, 일부는 이 음반의 길이와 서정적인 내용의 부족을 비판했다. 그러나 발매 후 몇 년 동안, 이 음반은 많은 비평가들과 청취자들에 의해 밴드의 최고 작품 중 하나로 여겨지게 되었고, 처음에 음반에 부정적인 리뷰를 주었던 일부 비평가들은 이 음반과 그 영향을 칭찬하는 새로운 리뷰를 썼다. 수많은 음악가들은 이 음반의 제작이 자신들의 작품을 만드는 데 어떻게 접근했는지에 영향을 미친다고 언급했다. 이 음반은 미국에서 1위로 데뷔하여 밴드의 첫 번째 차트 1위가 되었고, 결국 미국 음반 산업 협회에 의해 더블 플래티넘 인증을 받았다.

## 배경
《The Fragile》는 트렌트 레즈너와 앨런 몰더가 뉴올리언스의 노팅 스튜디오에서 제작했다. Self Destruct Tour 이후 나인 인치 네일스 내에서 약간의 인사이동이 있었는데, 드러머 크리스 브레나가 빌 리플린과 제롬 딜런으로 대체되었고, 그 중 후자는 2005년 말까지 나인 인치 네일스의 전임 드러머가 되었다. 찰리 클루저와 대니 로너는 비록 이 음반이 주로 레즈너에 의해 작사, 작곡, 연주되었지만 가끔 악기와 작곡에 기여했다. 《The Fragile》은 앨런 몰더에 의해 혼합되었고 톰 베이커에 의해 마스터되었다. 이 포장은 데이비드 카슨과 롭 셰리던에 의해 만들어졌다.

## 상업적 성과
이 음반은 발매 첫 주에 229,000장의 판매고를 올리며 빌보드 200 1위로 데뷔했다. 이 음반은 그 다음 주에 16위로 떨어졌고, 당시 1위에서 가장 큰 하락폭을 기록했다. 2000년 1월 4일, 이 음반은 미국 음반 산업 협회로부터 더블 플래티넘 인증을 받았고, 2005년 5월까지 미국에서 898,000장이 팔렸다.
《디 A.V. 클럽》의 스티븐 하이든은 레즈너가 나인 인치 네일스를 유명한 록 활동가로서의 역할에서 발전시켰으며, 《The Fragile》의 녹음을 마칠 때쯤, 얼터너티브 록의 전반적인 인기는 감소했고, 나인 인치 네일스의 동시대 사람들 중 몇몇이 새로운 밴드들에 의해 자리를 잃거나 대체되었다고 썼다. 하이든은 또한 이 음반의 상업적 성과를 "페티시화된 바이닐"과 "젊은이들이 소통하고 더 나은 미래를 꿈꾸는 평화로운 장소로서의 음악 축제"를 강조하던 얼터너티브 록 운동에서 벗어나 인터넷에서 파일 공유가 부상했기 때문으로 보고 있다.

## 곡 목록
모든 곡들은 특별한 언급이 없는 한 트렌트 레즈너에 의해 작사/작곡하였다.
| #   | 제목                            | 작사·작곡         | 재생 시간 |
| --- | ------------------------------- | ----------------- | --------- |
| 1.  | 〈Somewhat Damaged〉            | 레즈너, 대니 로너 | 4:31      |
| 2.  | 〈The Day the World Went Away〉 |                   | 4:33      |
| 3.  | 〈The Frail〉                   |                   | 1:54      |
| 4.  | 〈The Wretched〉                |                   | 5:25      |
| 5.  | 〈We're in This Together〉      |                   | 7:16      |
| 6.  | 〈The Fragile〉                 |                   | 4:35      |
| 7.  | 〈Just Like You Imagined〉      |                   | 3:49      |
| 8.  | 〈Even Deeper〉                 | 레즈너, 로너      | 5:47      |
| 9.  | 〈Pilgrimage〉                  |                   | 3:31      |
| 10. | 〈No, You Don't〉               |                   | 3:35      |
| 11. | 〈La Mer〉                      |                   | 4:37      |
| 12. | 〈The Great Below〉             |                   | 5:17      |

| #   | 제목                                            | 작사·작곡                            | 재생 시간 |
| --- | ----------------------------------------------- | ------------------------------------ | --------- |
| 1.  | 〈The Way Out Is Through〉                      | 레즈너, 키스 힐레브란트, 찰리 클루저 | 4:17      |
| 2.  | 〈Into the Void〉                               |                                      | 4:49      |
| 3.  | 〈Where Is Everybody?〉                         |                                      | 5:40      |
| 4.  | 〈The Mark Has Been Made〉                      |                                      | 5:15      |
| 5.  | 〈Please〉                                      |                                      | 3:31      |
| 6.  | 〈Starfuckers, Inc.〉                           | 레즈너, 클루저                       | 5:00      |
| 7.  | 〈Complication〉                                |                                      | 2:31      |
| 8.  | 〈I'm Looking Forward to Joining You, Finally〉 |                                      | 4:14      |
| 9.  | 〈The Big Come Down〉                           |                                      | 4:12      |
| 10. | 〈Underneath It All〉                           |                                      | 2:46      |
| 11. | 〈Ripe (With Decay)〉                           |                                      | 6:34      |

## 인증
| 국가                       | 인증        | 판매량/출하량       |
| -------------------------- | ----------- | ------------------- |
| 캐나다 (뮤직 캐나다)       | 2× 플래티넘 | 200,000^            |
| 영국 (BPI)                 | 실버        | 60,000^             |
| 미국 (RIAA)                | 2× 플래티넘 | 2,000,000 / 898,000 |
| ^출하량을 기반으로 한 인증 |             |                     |